# Felix Meurders
Felix Meurders (Maastricht, 22 augustus 1946) is een Nederlandse radio- en televisiepresentator voor BNNVARA. Sinds januari 2021 presenteert hij wekelijks het radioprogramma FM op 5 op NPO Radio 5.

## Biografie
Na de HBS-B begon Meurders aan de studies scheikunde en sociale geografie. Hij studeerde niet af, omdat er te veel tijd in zijn radiowerk ging zitten. Hij begon met radiomaken in 1964 bij de afdeling Maastricht van Minjon (Miniatuur Jeugdomroep Nederland onder auspiciën van de AVRO). In 1968 won hij het Bronshoes-festival, een wedstrijd voor diskjockeys en kreeg naar aanleiding daarvan de kans bij Radio Luxembourg te werken, wat hij tot  maart 1971 deed. In de jury zaten onder meer Hubert Terheggen en Peter Koelewijn.
Hij maakte in 1969 zijn televisiedebuut in het kortstondige AVRO-popprogramma Doebiedoe, de voorloper van Toppop. Daarnaast werkte hij bij de NOS op Hilversum 3 (het huidige NPO 3FM). Voor die omroep presenteerde hij van april 1971 tot begin januari 1982 onder andere de Hilversum 3 Top 30 / Daverende Dertig, eind juni 1974 omgedoopt tot de Nationale Hitparade. In de jaren zeventig trad Meurders ook een aantal keren op als master of ceremonies op het Pinkpop Festival te Geleen. Midden jaren '70 maakte hij voor de Regionale Omroep Zuid het programma Licht Limburgs.
Voorts maakte hij tijdens de rock-'n-roll-revival van de jaren zeventig wekelijks het programma De Rock 'n Roll Methode. Een belangrijke gimmick daarin was het galmende studiogeluid onder zijn presentatiestem. Door zijn enthousiasme en muziekkennis wist hij een grote schare vaste luisteraars aan het radioprogramma te binden. Meurders deed dit in samenwerking met een andere Limburger, Louis Smeets. De Rock 'n Roll Methode groeide uit tot een veelbeluisterd radioprogramma op Hilversum 3 waar tot in België en Duitsland naar werd geluisterd. Op het hoogtepunt waren er uitzendingen met wel een kleine twee miljoen luisteraars. Hoogtepunten waren live radio-shows in Baexem, Waalwijk en op de Firato in Amsterdam. Ook werden grote namen uit de rock-'n-roll naar de Hilversum 3 studios gehaald, zoals Fats Domino. In september 1982 werd het programma, na 293 uitzendingen, stopgezet.
Tussen medio 1983 en november 1985 was hij op de achtergrond betrokken bij het parlementaire radioprogramma op de VARA dinsdag op Hilversum 3; Paviljoen Drie met "parlementaar verslaggever" Dolf Brouwers.

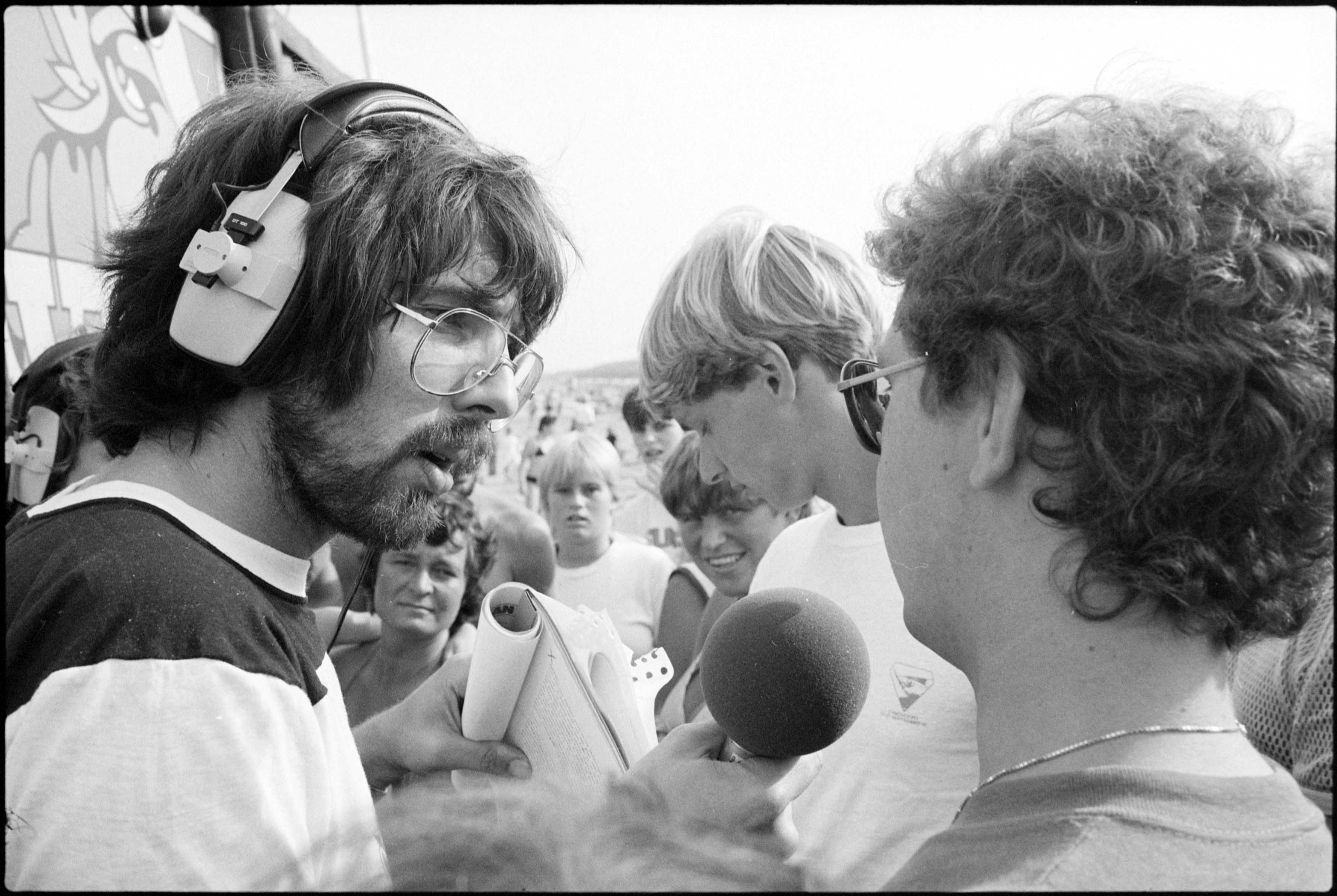
Meurders in 1982

Naast bovengenoemde programma's is Meurders vooral bekend van de Meurders Methode, Gesodemeurders, VARA's Zoekplaatje, Het VIP-spel, de Popkrant en het jaarlijkse VARA's Lijn 3. De laatste twee programma's maakte hij voor de VARA tot eind november 1985 op Hilversum 3. Ook presenteerde hij voor de VARA op televisie eind jaren zeventig de sport in VARA-Visie en later de sportprogramma's FC Avondrood en begin jaren '80 Voetbal '80 (samen met verslaggevers Harry Vermeegen, Kees Jansma en Maarten Spanjer als drs. E J. Vijfje). Van 1974 tot 1988 was hij op Hilversum 1 (tegenwoordig NPO Radio 2 geheten) te horen in het roemruchte radioprogramma De Rode Haan. Voor de NOS presenteerde hij op die zender jarenlang Langs de lijn.
Felix Meurders is een dj die nogal eens experimenteert en practical jokes uithaalt in zijn uitzendingen. Zo presenteerde hij een keer tegelijkertijd twee verschillende programma's, op de Middengolf- en de FM-frequentie van Hilversum 3.
Zijn muzikale voorkeur gaat uit naar stevige popmuziek. Wanneer hij in de Nationale Hitparade muziek moest draaien die hem niet beviel, liet hij dat duidelijk merken, tot ongenoegen van artiesten als Vader Abraham, maar ook van collega-diskjockey Tineke de Nooij. Ze vindt dat een diskjockey absoluut zijn of haar mening niet mag geven, en had hier (in 1975) een verschil van mening over met Meurders, hoewel ze hem waardeert. De kritische houding van Meurders bracht hem ook in conflict met producer Eddy Ouwens die als Danny Mirror direct na het overlijden van Elvis Presley in augustus 1977 een herdenkingsplaatje maakte. Meurders noemde dit in de Hitkrant 'lijkenpikkerij'. Na een kort geding werd deze opmerking door het blad ingetrokken.
Een aankondiging van een plaat van De Slijpers was voor Meurders de druppel die de emmer deed overlopen. Meurders liet merken dat hij er niet van gediend was: "moet ik dit soort tinnef nog aankondigen". De plaat  kondigde hij op zaterdagmiddag 11 april 1981 letterlijk als volgt aan: "Op 19, ik heb het al gezegd, een van de zes nieuwelingen vandaag, en dat zijn opnieuw de Slijpers met puntje d'r in, puntje d'r uit, zet de radio maar weer even uit, ik ben zo meteen over een minuut of vier pakweg bij je terug."
Ook bij een andere plaat van de Slijpers in de Top 100 van het jaar 1981 die hij eind 1981 presenteerde, riep hij bij de aankondiging van de ongekuiste versie van "Wij zijn de slijpers van Parijs" letterlijk: "Zet de radio maar uit en luister morgen naar de gekuiste versie van 'Wij zijn de slijpers van Parijs'". De volgende dag toen hij informatie over de gedraaide plaat gaf, betitelde hij de single als 'platvloers'.
Na zijn uitzendingen op dinsdag 26 november 1985, stopte Meurders met zijn radioprogramma's op Hilversum 3. Vanaf die tijd concentreerde hij zich op journalistiek werk. Vanaf 1 oktober 1989 tot 1 januari 2011 presenteerde hij op televisie het consumentenprogramma Kassa, elke zaterdagavond op Nederland 1. Op 8 januari 2011 nam Brecht van Hulten de presentatie van het programma over.

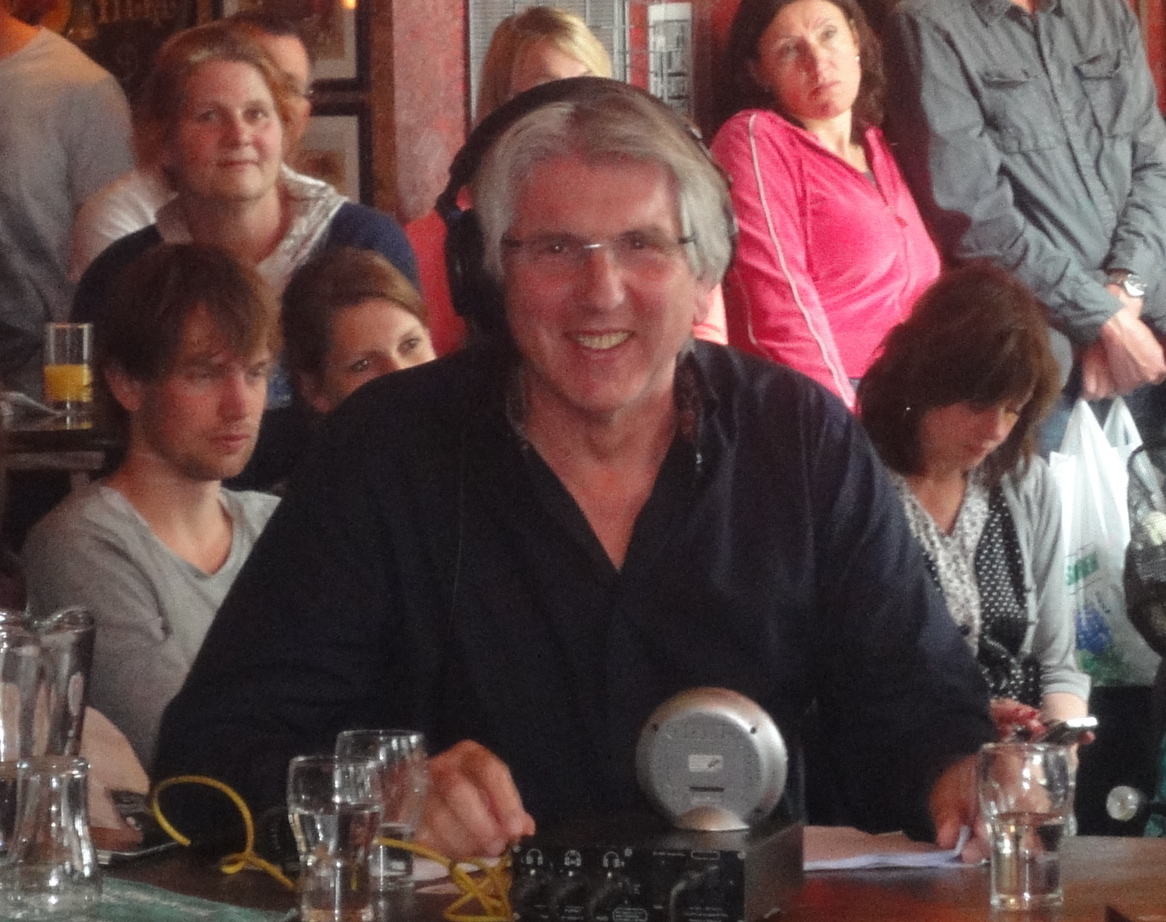
Tijdens de opnames van Spijkers met Koppen

Het door hem gepresenteerde mediaprogramma De Leugen Regeert, uitgezonden op Nederland 2, liep van 2000 tot en met 2009.
Op NPO Radio 1 presenteerde hij tot en met 2013 op werkdagen degids.fm. Eind 2013 was hij invalpresentator voor BNN Today. Van 2014 tot september 2015 presenteerde hij De Nieuws BV. Op NPO Radio 2 was hij al sinds 1 oktober 1988 elke zaterdagmiddag tussen 12:00 en 14:00 uur te horen in het programma Spijkers met Koppen. Hij kondigde in juli 2020 aan daarmee te stoppen en derhalve was Meurders op 19 december 2020 voor de laatste keer te horen naast Dolf Jansen. Meurders is per 2 januari 2021 opgevolgd door Willemijn Veenhoven.
Sinds 2 januari 2021 is Meurders elke zaterdag tussen 10:00 en 12:00 uur te horen op NPO Radio 5 waar hij weer als dj actief is en zijn talent voor journalistiek en muziekradio combineert. Het programma heet FM op 5.  
- In 2012 ontving Meurders de Marconi Oeuvre Award.
- Op 16 november 2015 ontving hij de 'Limburg Award'.
- In 2019 ontvangt hij de Ere-Zilveren Reissmicrofoon.[4]